# Canarium euryphyllum
Canarium euryphyllum är en tvåhjärtbladig växtart som beskrevs av Janet Russell Perkins. Canarium euryphyllum ingår i släktet Canarium och familjen Burseraceae. Utöver nominatformen finns också underarten C. e. ramosii.